# IC 5275
IC 5275 ist ein Doppelstern im Sternbild Pegasus, der am 3. November 1896 von Astronomen Stéphane Javelle entdeckt wurde.